# جایزه بزرگ اتریش ۱۹۷۷
جایزه بزرگ اتریش ۱۹۷۷ (انگلیسی: ‎1977 Austrian Grand Prix‎) یک مسابقهٔ موتوری در رشتهٔ اتومبیل‌رانی فرمول یک بود که در تاریخ ۱۴ اوت ۱۹۷۷ در آسترایش‌رینگ واقع در اسپیلبرگ، اشتایریا، اتریش برگزار شد. این گراند پری در میان ۱۷ گراند پری در فصل ۱۹۷۷، مسابقهٔ شمارهٔ ۱۲ بود.
در این مسابقه که در ۵۴ دور و به مسافت ۳۲۰٫۸۶۸ کیلومتر (۱۹۹٫۳۷۸ مایل) برگزار شد، پول پوزیشن توسط نیکی لائودا کسب شد و سریع‌ترین زمان برای طی یک دور پیست که برابر با ۱:۴۰٫۹۶ بود نیز توسط جان واتسون به ثبت رسید.
آلن جونز از تیم شدو-فورد، نیکی لائودا از تیم فراری و هانس یواخیم اشتوک از تیم برابام-آلفا رومئو به‌ترتیب مقام‌های اول تا سوم مسابقه را کسب کردند.

## رده‌بندی قهرمانی پس از مسابقه
| جایگاه | راننده        | امتیاز |
| ------ | ------------- | ------ |
| ۱      | نیکی لائودا   | ۵۴     |
| ۲      | جودی شکتر     | ۳۸     |
| ۳      | کارلوس روتمان | ۳۴     |
| ۴      | ماریو اندرتی  | ۳۲     |
| ۵      | جیمز هانت     | ۲۲     |
| منبع:  |               |        |

| جایگاه | سازنده            | امتیاز  |
| ------ | ----------------- | ------- |
| ۱      | فراری             | ۷۱ (۷۳) |
| ۲      | لوتوس-فورد        | ۴۷      |
| ۳      | ولف-فورد          | ۳۸      |
| ۴      | مک‌لارن-فورد       | ۳۵      |
| ۵      | برابام-آلفا رومئو | ۲۷      |
| منبع:  |                   |         |

یادداشت
- تنها پنج جایگاه نخست از هر رده‌بندی نمایش داده شده است.